# Баранюк, Василий Никифорович
Василий Никифорович Баранюк (15 [28] февраля 1915 — 6 февраля 1990) — офицер Советской Армии, участник советско-финской и Великой Отечественной войн, Герой Советского Союза (1945). Генерал-майор танковых войск (1958).

## Биография
Василий Баранюк родился 28 февраля 1915 года в селе Лука-Мелешковская (ныне — Винницкий район Винницкой области Украины) в крестьянской семье. После окончания средней школы работал бригадиром-механиком на машинно-тракторной станции.
В октябре 1936 года был призван на службу в Рабоче-крестьянскую Красную Армию Винницким районным военкоматом. Служил в танковых частях Киевского военного округа, в октябре 1937 года окончил полковую школу и затем командовал танком (Проскуров). В январе 1939 года направлен на учёбу в военное училище. В 1939 году окончил Харьковское бронетанковое училище. В октябре 1939 года назначен командиром танкового взвода отдельного танкового батальона в 162-й стрелковой дивизии, с января 1940 — на той же должности в 240-м танковом батальоне 52-й отдельной лёгкотанковой бригады. Участвовал в советско-финской войне. С апреля 1941 года — заместитель командира танковой роты в 50-й танковой дивизии. В 1940 году вступил в ВКП(б).
С июня 1941 года — на фронтах Великой Отечественной войны. Воевал в этой должности на Юго-Западном фронте, участвовал в оборонительных сражениях 1941 года у границы и в Киевской оборонительной операции. В конце декабря 1941 года переведён в 150-ю танковую бригаду Юго-Западного фронта (вскоре передана на Брянский фронт), воевал в ней командиром роты, с апреля 1942 — командиром танкового батальона (фактически стал командовать батальоном намного ранее, исполняя эти обязанности взамен выбывшего из строя командира). В августе 1942 года был тяжело ранен, три месяца лечился в эвакогоспитале в городе Моршанске, в ноябре вернулся в свою 150-ю танковую бригаду и назначен заместителем её командира.
С апреля 1943 — заместитель командира 20-й танковой бригады, которая находилась тогда на переформировании в Московском военном округе. В июле 1943 года прибыл с бригадой на Брянский фронт, с августа по октябрь 1943 воевал на Южном фронте, принимая участие в Донбасской наступательной операции.
С октября 1943 года полковник Баранок командовал 108-й танковой бригадой (9-го танкового корпуса, 1-го Белорусского фронта). Во главе бригады успешно действовал в битве за Днепр, в Гомельско-Речицкой, Белорусской, Висло-Одерской, Восточно-Померанской, Берлинской наступательных операциях.
Особо отличился во время штурма Берлина. Бригада под командованием Баранюка с 16 по 22 апреля с боями прошла свыше 80 километров через густо насыщенную оборонительными сооружениями местность с 22 апреля первой с боем ворвалась в пригород Берлина Мальхов. Продолжая наступление, бригада совместно в частями 3-й ударной армии, полностью овладела этим пригородом и соседним — Панков, а 28 апреля 1945 года вышла к окружной дороге города в районе вокзала. Во время уличных боёв Баранок умело управлял подразделениями бригады. Его воины-танкисты в Берлинской операции уничтожили 24 танка и штурмовых орудия, 35 артиллерийских орудий, до 100 автомашин, до 1000 солдат и офицеров, захватили 510 пленных и много военных трофеев.
Указом Президиума Верховного Совета СССР от 31 мая 1945 года полковник Василий Баранок был удостоен высокого звания Героя Советского Союза с вручением ордена Ленина и медали «Золотая Звезда».
После войны командовал той же 108-й танковой бригадой. В феврале 1946 года она была сокращена до полка и полковник Баранюк назначен его командиром. С апреля 1949 года — командир батальона курсантов Омского танко-технического училища, в январе 1950 года направлен на учёбу. В 1950 году Баранюк окончил Академические курсы усовершенствования офицерского состава при Военной академии бронетанковых и механизированных войск имени И. В. Сталина.
С января 1951 года служил военным советником при командире танковой дивизии Венгерской Народной армии, с января 1951 по январь 1955 года находился в длительной загранкомандировке по линии 2-го Главного управления Генерального штаба ВС СССР. По возвращении опять направлен на учёбу и в 1955 году окончил Высшие академические курсы при Высшей военной академии имени К. Е. Ворошилова. С декабря 1955 года командовал 26-й механизированной дивизией, с июня 1957 — 100-й мотострелковой дивизией, с декабря 1960 — 2-й гвардейской учебной мотострелковой дивизией. С ноября 1962 года служил помощником командующего Закавказским военным округом по танковым и автомобильным войскам. с марта 1969 — заместитель начальника управления укомплектования и службы войск Главного штаба Сухопутных войск СССР, с июля 1969 по сентябрь 1975 — заместитель начальника организационно-планового управления начальника танковых войск СССР.
В декабре 1975 года генерал-майор танковых войск В. Н. Баранюк уволен в запас. Проживал в Москве.
Умер 6 февраля 1990 года. Похоронен в Москве на Троекуровском кладбище.

## Воинские звания
- младший лейтенант (23.10.1939);
- лейтенант (???);
- старший лейтенант (1941);
- капитан (27.03.1942);
- майор (27.10.1942);
- подполковник (31.07.1943);
- полковник (20.11.1944);
- генерал-майор танковых войск (18.02.1958).

## Награды
- Герой Советского Союза (31.05.1945)
- орден Ленина (31.05.1945)
- три ордена Красного Знамени (04.01.1942; 17.02.1945; ...)
- орден Кутузова 2-й степени (23.07.1944)
- два ордена Отечественной войны 1-й степени (30.11.1943; 11.03.1985)
- орден Красной Звезды
- орден «За службу Родине в Вооружённых Силах СССР» 3-й степени
- медали СССР
- орден «Виртути Милитари» (Польша)
- Крест Храбрых (Польша)
- Золотой Крест заслуги (Польша)
- орден «За заслуги перед Отечеством» (ГДР)
- иностранные медали[2].

## Память
На здании школы в селе Лука-Мелешковская установлена мемориальная доска.